# Finalmente l'alba (album)
Finalmente l'alba è un album di Christian del 2004.
Prodotto e distribuito dall'Azzurra Music. Arrangiamenti di Roberto Cetoli. L'album comprende nuove e vecchie canzoni di Christian, completamente riarrangiate.

## Tracce
1. Tu vita mia
2. Se te ne vai
3. Abbracciami amore mio
4. Aria e musica
5. Bella tu
6. Portami via
7. Notte serena
8. Amante libera
9. Sera che sera
10. Amante mia
11. Cara
12. Daniela
13. Un'altra vita un altro amore
14. Signora